# Igelträsket
Igelträsket är en sjö i Värmdö kommun i Uppland och ingår i Norrström-Tyresåns kustområde.